# ГЕС Шатонеф-дю-Рон
ГЕС Шатонеф-дю-Рон (фр. barrage de Rochemaure) та (фр. centrale de Châteauneuf-du-Rhône) — гідроелектростанція на південному сході Франції. Входить до складу каскаду на річці Рона, знаходячись між ГЕС Le Logis-neuf (вище по течії) та Боллен.
Праву протоку Рони перекрили греблею Рошмор, яка складається з шести водопропускних шлюзів. Вона спрямовує воду до лівої протоки (каналу), що на своєму шляху перетинає по акведуку притоку Рони Рубйон. Після 11 км каналу розташований машинний зал руслового типу, а праворуч від нього облаштований судноплавний шлюз.
Зал обладнаний шістьма турбінами типу Каплан загальною потужністю 295 МВт. При напорі у 16,5 метра вони забезпечують виробництво понад 1,5 млрд кВт·год електроенергії на рік.
Відпрацьована вода прямує ще понад 1,5 км по каналу, перш ніж потрапити назад до Рони.